# Jeny Rodriguez
Jeny Rodriguez (sinh ngày 7 tháng 8 năm 1975) là một judoka người Honduras. Bà đã tham gia cuộc thi hạng nhẹ nữ tại Thế vận hội Mùa hè 1996.